# Royal Northern Sinfonia
La Royal Northern Sinfonia è un'orchestra da camera britannica, con sede inizialmente a Newcastle upon Tyne e attualmente a Gateshead. Per i primi 46 anni della sua storia l'orchestra ha dato la maggior parte dei suoi concerti alla City Hall, Newcastle upon Tyne. Dal 2004 l'orchestra è  residente a Sage Gateshead. Nel giugno 2013 Sua Maestà la Regina Elisabetta II ha conferito il titolo di 'Reale' all'orchestra, chiamandola ufficialmente Royal Northern Sinfonia.

## Storia
Michael Hall fondò il gruppo nel 1958, come la prima orchestra da camera permanente in Gran Bretagna. Il gruppo diede il suo primo concerto il 24 settembre 1958 come Sinfonia Orchestra, presso la City Hall, Newcastle upon Tyne dando sei concerti nella sua prima stagione, 1958-1959. Hall si comportò come capo unico dell'organizzazione, a tutti gli effetti come "direttore generale, segretario, direttore artistico, direttore d'orchestra e addetto alla raccolta fondi", anche se senza un titolo ufficiale. La parola Nord fu inserita nel nome dell'orchestra nel 1959 per dare il nome di Northern Sinfonia. L'orchestra divenne una istituzione consolidata nel 1959, con Humphrey Noble scelto come primo presidente del comitato di gestione del complesso. Hall si dimise dall'orchestra nel 1964, ma tornò come direttore ospite negli anni successivi. Dopo la partenza di Hall, Rudolf Schwarz e Boris Brott assunsero il comando musicale del gruppo in parallelo, con Schwarz nominato primo direttore artistico dell'orchestra. Keith Statham fu direttore generale dell'orchestra dal 1966 al 1974.
Il più recente direttore musicale della Northern Sinfonia è stato Thomas Zehetmair, che fu nominato nel novembre 2001, con validità dalla stagione 2002-2003, per un contratto iniziale di tre anni e sei settimane di concerti ogni stagione. A seguito estensioni di contratto nel 2005 e nel 2011, concluse il suo mandato con l'orchestra al termine della stagione 2013-2014. Altri direttori sul ruolino dell'orchestra attualmente sono i suoi principali direttori John Wilson dal 2009 e Mario Venzago dall'attuale contratto 1º gennaio 2010. L'attuale contratto di Venzago come Direttore Principale è fino al 2013. Simon Halsey prestò servizio come Direttore Principale del programma Corale della Northern Sinfonia dal 2004 fino al 2012.
Nel mese di maggio 2014 la Royal Northern Sinfonia annunciò la nomina di Lars Vogt come suo prossimo direttore musicale, a far data da settembre 2015. Vogt presta servizio come direttore musicale designato per la stagione 2014-2015, nel suo primo incarico ufficiale con l'orchestra. Nel mese di novembre 2014 l'orchestra annunciò la nomina di Julian Rachlin come suo nuovo direttore ospite principale, efficace con la stagione 2015-2016.
L'orchestra ha inciso per le etichette NMC e Naxos, tra le altre.

## Direttori Artistici, Direttori Musicali e Direttori Principali
- Michael Hall (1958–1964)
- Rudolf Schwarz (1964–1973)
- Christopher Seaman (1973–1979)
- Tamás Vásáry e Iván Fischer (1979–1982)
- Richard Hickox (1982–1990)
- Heinrich Schiff (1990–1996)
- Jean-Bernard Pommier (1996–1999)
- Thomas Zehetmair (Direttore Musicale, 2002–2014)
- Simon Halsey (Direttore Principale, Programma Corale, 2004-2012)
- John Wilson (Direttore Principale, 2009-presente)
- Mario Venzago (Direttore Principale, 2010-presente)